# 끝없는 마음이야
<끝없는 마음이야>는 대한민국의 여성 싱어송라이터 장덕에 의해 작사 · 작곡된 곡이다. 1978년 개봉영화 고교 명랑교실의 사운드트랙으로 사용되었지만, 공식적으로 한번도 발표되지 않고 있다가 국보자매의 1984년 음반 백치미에서 리메이크 되어 수록되면서 공식 발표되었다.